# CEREC

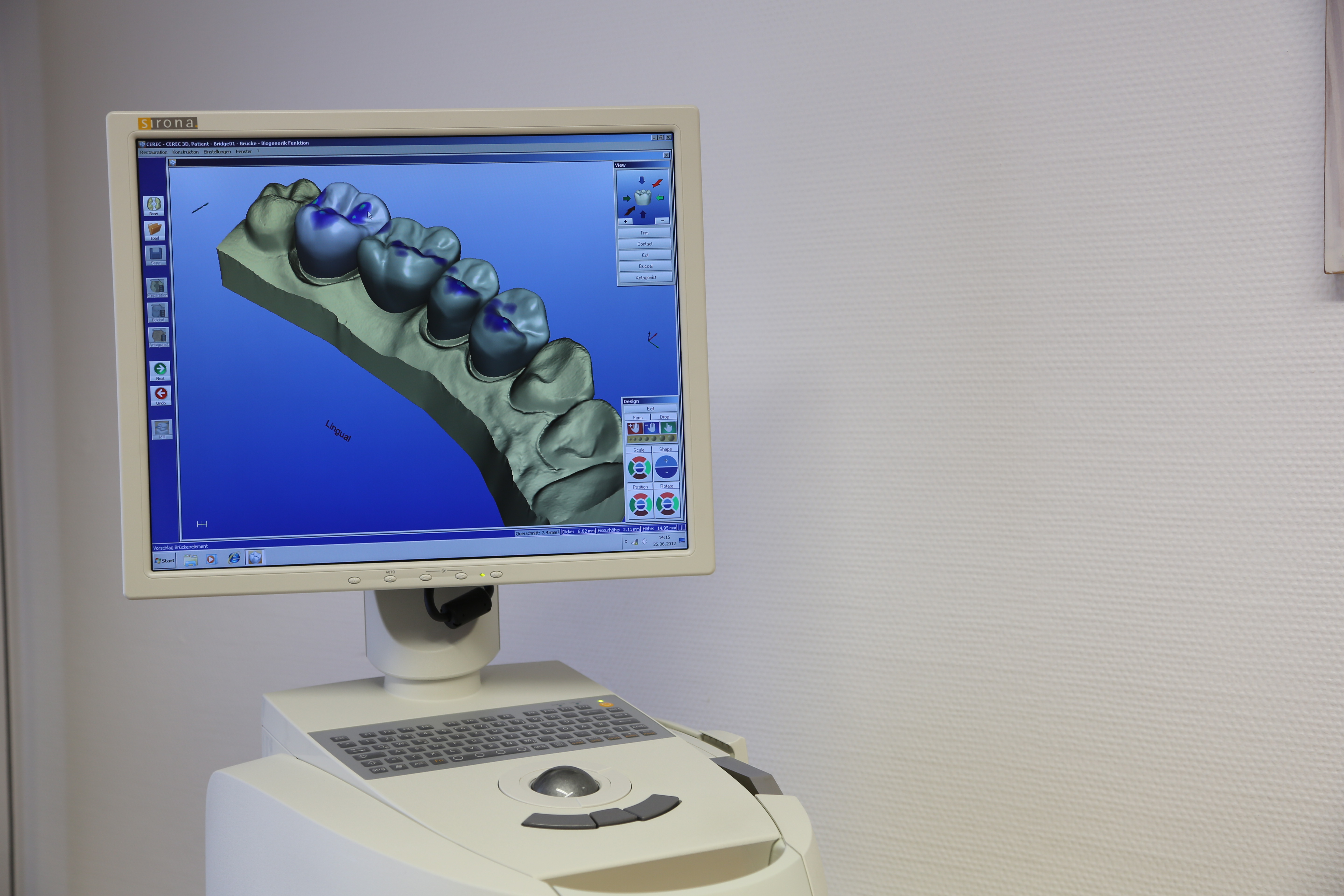
Cerec 3D

CEREC (Chairside Economical Restoration of Esthetic Ceramics) lub (CEramic REConstruction) 
– urządzenie wykorzystujące technologię CAD/CAM, służące do wykonywania estetycznych rekonstrukcji powierzchni zębów (wkładów koronowych bądź koron protetycznych).
Pierwotnie CEREC został opracowany przez  W. Mörmann i M. Brandestini na Uniwersytecie w Zurichu. Umożliwia lekarzom dentystom w krótkim czasie zaprojektowanie i wyprodukowanie indywidualnych, ceramicznych rekonstrukcji zębów, bez konieczności udziału technika protetycznego.
Pierwsza udana rekonstrukcja została osiągnięta na pacjencie w 1985 roku.

## Technologia

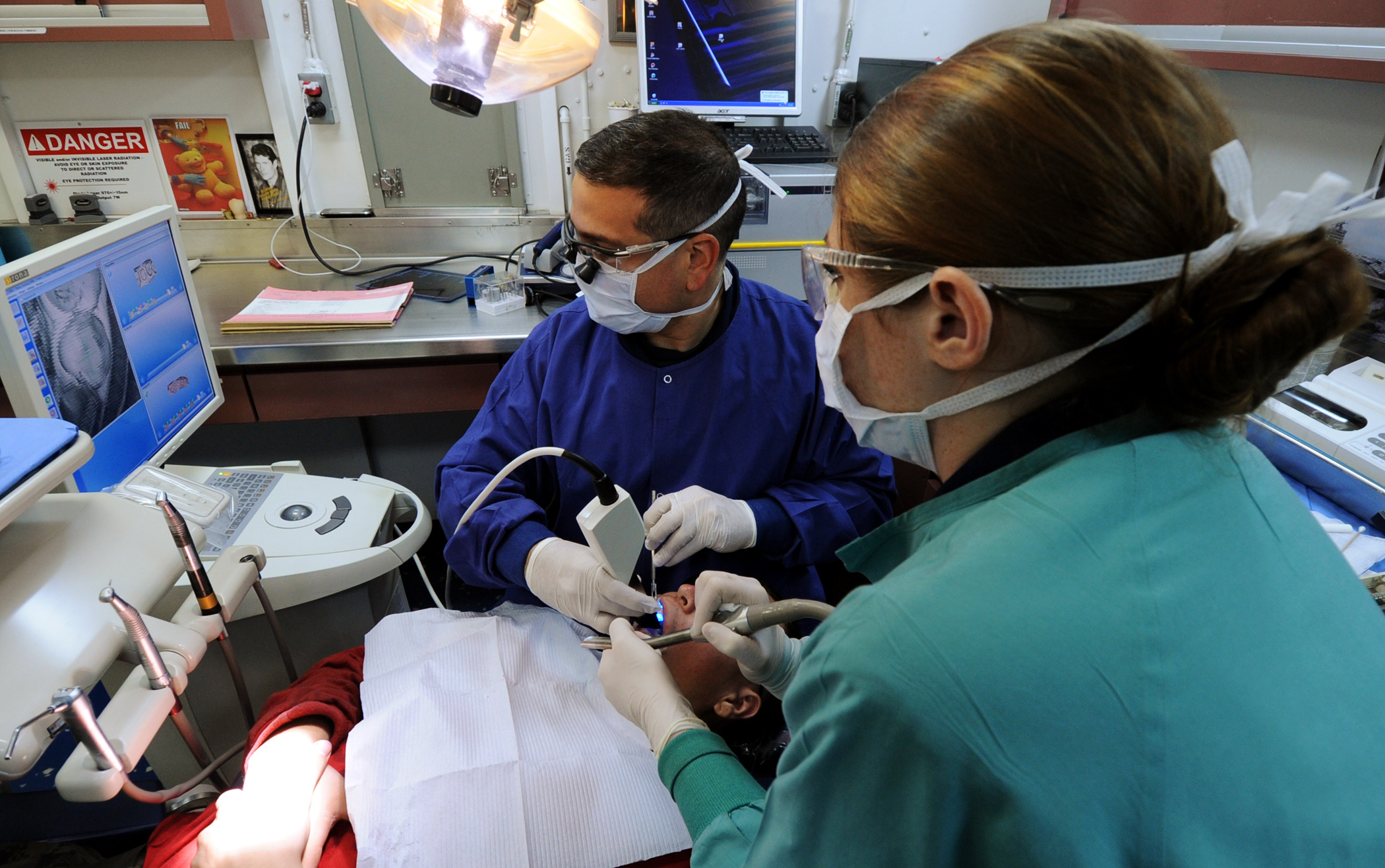
Cerec – kamera wewnątrzustna

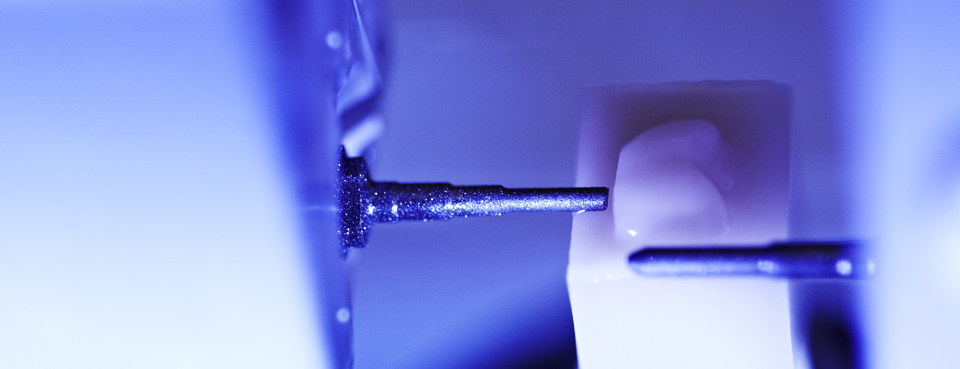
Cerec – urządzenia szlifujące

Urządzenie za pomocą wewnątrzustnej kamery wykonuje optyczny wycisk zębów. Zgryz zostaje zeskanowany i powstaje trójwymiarowa, wirtualna projekcja – model szczęk. Proces projektowania i opracowania modelu szczęk oraz rekonstrukcji brakujących powierzchni zęba można zobaczyć na ekranie monitora. Gdy ta faza jest zakończona, dane przesyłane są do maszyny, która z ceramicznego bloczka skrawa za pomocą diamentowych wierteł zaprojektowaną rekonstrukcję zęba. 

## Zalety
- całość zabiegu wraz z gotowym produktem trwa tylko 1 godzinę,
- wszystko odbywa się w gabinecie stomatologicznym,
- lepsze dopasowanie w zgryzie oraz lepszy wygląd estetyczny niż przy tradycyjnych rekonstrukcjach[5].